# Aulus Sempronius Atratinus (Konsulartribun 425 v. Chr.)
Aulus Sempronius Atratinus entstammte der Adelsfamilie der Sempronier und amtierte in der frühen Römischen Republik dreimal (425, 420 und 416 v. Chr.) als Konsulartribun. Sein angebliches Konsulat von 428/427 v. Chr. ist wahrscheinlich interpoliert.

## Leben
Laut den Fasti Capitolini führte der Vater von Aulus Sempronius Atratinus das Praenomen Lucius und sein Großvater das Praenomen Aulus.
In den Jahren 425, 420 und 416 v. Chr. war Atratinus Konsulartribun. Vermutlich stellt das im Geschichtswerk des sizilianischen Historikers Diodor zwischen die Jahre 428 und 427 v. Chr. eingefügte, aber beim römischen Annalisten Titus Livius fehlende Konsulat des Atratinus eine Interpolation dar. 420 v. Chr. soll Atratinus während seiner zweiten Amtsperiode als Konsulartribun die Wahlen der Quästoren zugunsten patrizischer Kandidaten manipuliert und sich dadurch die Volkstribunen zu Feinden gemacht haben. Diese hätten daher aus Rache einen bereits vor zwei Jahren eingestellten Prozess gegen seinen Vetter Gaius Sempronius Atratinus neu aufgerollt.